# 前橋インターチェンジ

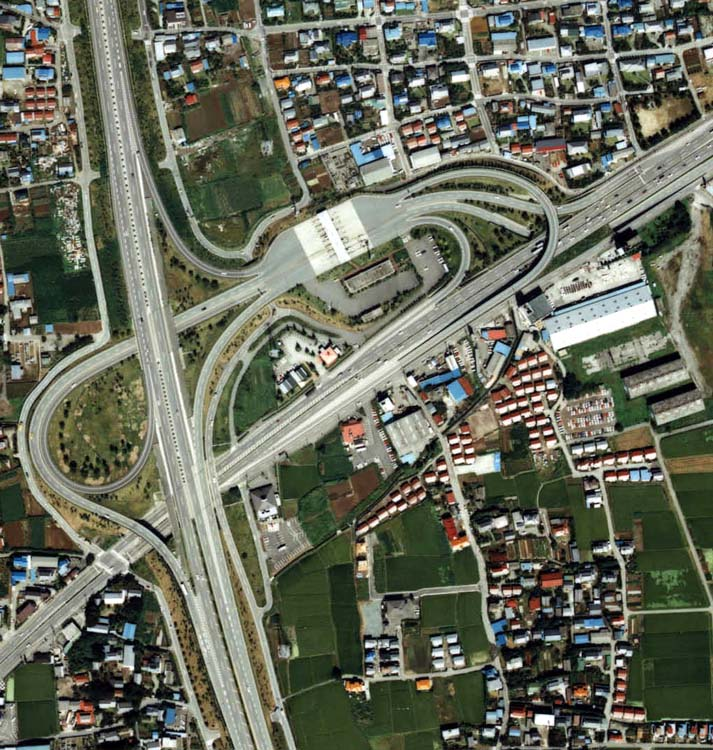
（1986年度撮影）

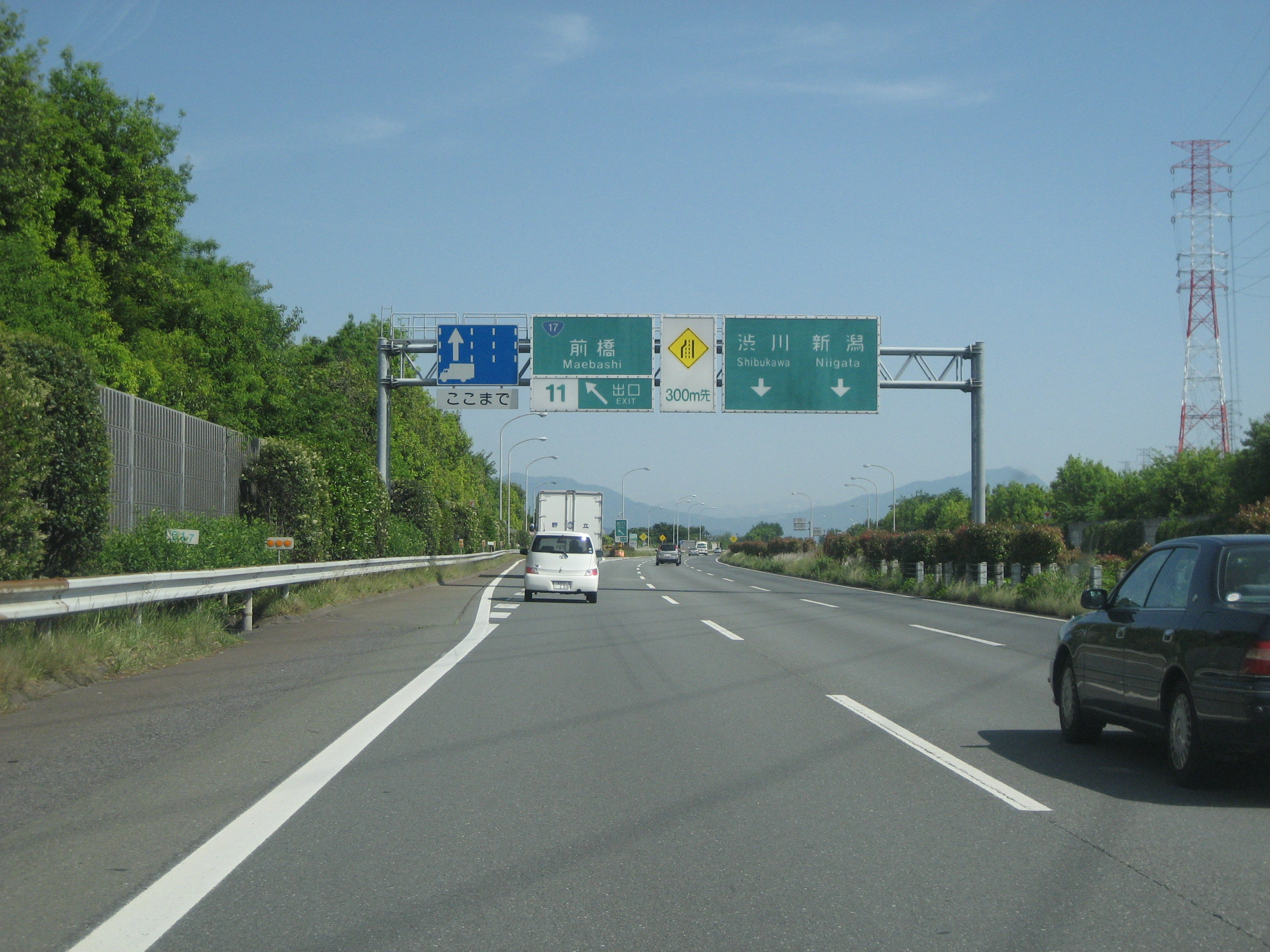
関越自動車道前橋インターチェンジ下り出口付近

前橋インターチェンジ（まえばしインターチェンジ）は、群馬県前橋市鳥羽町と同高崎市中尾町にある関越自動車道のインターチェンジである。
高崎市との市境に位置しており、料金所と一般道接続部の大半は前橋市域、高速道路接続部分と一般道接続部分の残りは高崎市にある。
関越自動車道はこのICを境に東京方面は片側3車線、新潟方面は片側2車線となる。

## 道路
- E17 関越自動車道（11番）

直接接続
- 国道17号（高崎前橋バイパス）

間接接続
- 群馬県道12号前橋高崎線

## 料金所
- ブース数：10

### 入口
- ブース数：3
  - ETC専用：1
  - ETC・一般：1
  - 一般：1

### 出口
- ブース数：7
  - ETC専用：2
  - ETC・一般：2
  - 一般：3

## 歴史
- 1980年（昭和55年）7月17日 : 開通。
- 2021年（令和3年）4月12日 : 上り線の出口車線が0.6 kmに延伸され、供用開始[2]。
- 2023年（令和5年）3月23日 : 上り線の出口車線がさらに1.2 km延伸され、供用開始[3]。

## 周辺
- 群馬県庁舎
- 前橋市役所
- 前橋駅
- 中央前橋駅
- 新前橋駅
- 群馬県総合交通センター
- 群馬工業高等専門学校（群馬高専）
- ヤマダデンキテックランド高前BP店
- アカマル（ショッピングモール）
  - イエローハット前橋インター店
  - ICI石井スポーツ高崎前橋店
- スーパーオートバックスSA前橋
- フォレストモール新前橋
  - フレッセイクラシーズ新前橋店
  - ザ・ダイソーフォレストモール新前橋店

## 隣
E17 関越自動車道
(10)高崎IC - (11)前橋IC - (11-1)駒寄PA/SIC - (12)渋川伊香保IC